# Griești
Griești – wieś w Rumunii, w okręgu Jassy, w gminie Țibănești. W 2011 roku liczyła 256 mieszkańców.